# 갯질경과
갯질경과(---科, 학명: Plumbaginaceae 플룸바기나케아이[*])는 석죽목의 과이다.
지중해 연안이나 중앙아시아의 건조 지대에 주로 분포하지만, 일부는 남북 아메리카에도 분포하고 있으며, 전 세계에 24속의 800여 종 정도가 알려져 있다.
초본 또는 작은 관목으로서 덩굴이 되는 것도 있다. 꽃은 방사대칭인 양성화로, 가지 끝에 모여서 핀다. 꽃부리는 5갈래로 나뉘어 있는데, 각 꽃잎조각에는 수술이 마주나 있다. 씨방은 상위로 1개의 방을 이루고 있는데, 그 안에는 1개의 밑씨가 만들어진다. 한편 암술의 암술머리는 5갈래로 나뉘어 있다.

## 하위 분류
- 갯질경아과(Limonioideae Reveal)
- 플룸바고아과(Plumbaginoideae Burnett)